# Världsmästerskapen i orientering 2023
Världsmästerskapen i orientering 2023 avgjordes under perioden 11-16 juli i orterna Flims och Laax i Graubünden, Schweiz.

## Program
| Datum   | Starttider | Distans                                      |
| ------- | ---------- | -------------------------------------------- |
| 12 juli | kl. 10.00  | Medeldistans kvalificering, damer och herrar |
| 13 juli | kl. 9.02   | Långdistans final, damer                     |
| 13 juli | kl. 10.49  | Långdistans final, herrar                    |
| 15 juli | kl. 10.33  | Medeldistans final, damer                    |
| 15 juli | kl. 12.15  | Medeldistans final, herrar                   |
| 16 juli | kl. 12.20  | Stafett, herrar                              |
| 16 juli | kl. 14.30  | Stafett, damer                               |

## Medaljörer

### Herrar
| Gren         | Guld                                               | Guld    | Silver                                              | Silver  | Brons                                             | Brons   |
| Medeldistans | Matthias Kyburz Schweiz                            | 38.19   | Joey Hadorn Schweiz                                 | 40.19   | Jannis Bonek Österrike                            | 40.26   |
| Långdistans  | Kasper Fosser Norge                                | 1:33.06 | Matthias Kyburz Schweiz                             | 1:33.57 | Olli Ojanaho Finland                              | 1:37.37 |
| Stafett      | Schweiz Daniel Hubmann Joey Hadorn Matthias Kyburz | 1:57.16 | Finland Topi Syrjäläinen Olli Ojanaho Miika Kirmula | 1:57.59 | Sverige Albin Ridefelt Gustav Bergman Emil Svensk | 1:58.13 |

### Damer
| Gren         | Guld                                                    | Guld    | Silver                                               | Silver  | Brons                                                      | Brons   |
| Medeldistans | Tove Alexandersson Sverige                              | 37.26   | Natalia Gemperle Schweiz                             | 39.44   | Hanna Lundberg Sverige                                     | 40.00   |
| Långdistans  | Simona Aebersold Schweiz                                | 1:21.43 | Tove Alexandersson Sverige                           | 1:22.14 | Andrine Benjaminsen Norge                                  | 1:29.03 |
| Stafett      | Sverige Hanna Lundberg Sara Hagström Tove Alexandersson | 1:47.26 | Schweiz Elena Roos Natalia Gemperle Simona Aebersold | 1:51.54 | Norge Marianne Andersen Marie Olaussen Andrine Benjaminsen | 1:57.25 |

## Medaljtabell
*   Värdland ( Schweiz)
| Nr                  | Nation              | Guld | Silver | Brons | Totalt |
| ------------------- | ------------------- | ---- | ------ | ----- | ------ |
| 1                   | Schweiz*            | 3    | 4      | 0     | 7      |
| 2                   | Sverige             | 2    | 1      | 2     | 5      |
| 3                   | Norge               | 1    | 0      | 2     | 3      |
| 4                   | Finland             | 0    | 1      | 1     | 2      |
| 5                   | Österrike           | 0    | 0      | 1     | 1      |
| Totalt (5 nationer) | Totalt (5 nationer) | 6    | 6      | 6     | 18     |